# Звездарски витез
Звездарски витез је позоришни комад за децу у стиху позоришта „Бошко Буха”, по тексту драмске списатељице Маријане Арацки. Редитељка представе је Ђурђа Тешић, а сонгове је компоновао Александар Саша Локнер.

## О представи
Бунтовник и сањар, принцеза Нера се свим силама бори против испразности материјалног света који јој је наметнут, подсећајући нас на вредности као што су храброст, племенитост и доброта, које су постале толико ретке да се данас виђају још само у бајкама. Међутим, када се појави Звездарски витез – отелотворење свих врлина о којима Нера машта, њени снови ће постати јава... ал’ замало! Њен отац, краљ Грдан има неке сасвим друге планове за њу у виду Гвоздена, престолонаследника Таурунума (батице не баш бритког ума) коме намерава да да њену руку. Да ли ће у томе успети, одлучиће турнир који ће свима променити животе...
Представа је премијерно приказана 19. марта 2016. године.

## Улоге
- ЗВЕЗДАН, последњи витез Александар Радојичић
- НЕРА, својеглава принцеза Јелена Тркуља
- ГРДАН, Нерин отац, по вокацији краљ Стефан Бундало
- ВЛАДА БАЛАДА, уметничка душа што Звездана слуша Виктор Савић
- ГВОЗДЕН, престолонаследник Таурунума, батица не баш бритког ума Ђорђе Стојковић
- ДАНИНА, средовечна дворска цура и то фина Боба Латиновић
- ОГЊЕНКА, дипломирана вештица Александар Милковић
- СЛУГА у Грдановој и Гвозденовој служби Владимир Тешовић